# سوانلی
longitudeسوانلیlatitudeسوانلی
سوانلی (به انگلیسی: Swanley) یک روستا و شهرک در بریتانیا است که در انگلستان واقع شده‌است.

## خصوصیات
سوانلی ۷٫۱۵ کیلومترمربع مساحت و ۱۶٬۲۲۶ نفر جمعیت دارد.